# Prima (zmrzlina)
Prima je česká značka zmrzlin. Česká firma Bidfood Czech Republic, sídlící v Kralupech nad Vltavou tyto zmrzliny vyrábí v Opavě. Tato firma zároveň patří do mezinárodní skupiny Bidcorp, která je jedna z největších potravinových skupin na světě a sídlí v Johannesburgu. Výrobky Prima se prodávají v Česku, na Slovensku, v Maďarsku, Polsku, Německu a pobaltských státech. Výběr je podobný jako u Algidy. Nejprodávanějšími nanuky značky jsou Mrož (po Míšovi druhá nejoblíbenější zmrzlina v Česku), Pegas a Prima Ruská zmrzlina.

## Historie

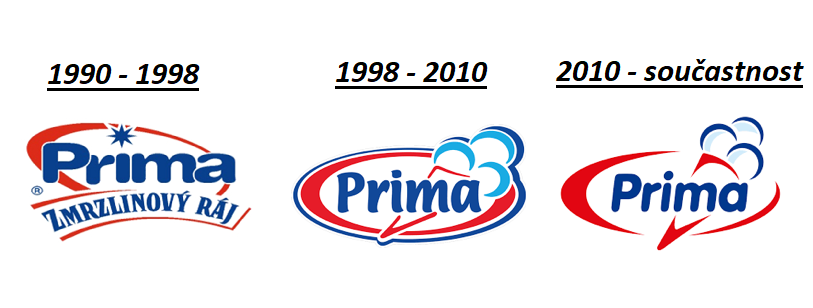
Vývoj loga

Tradice výroby nanuků v Opavě sahá již na počátek 70. let. Firma Bidfood koupila v roce 1997 mrazírny Oceán a s tím získala závod na výrobu nanuků. Zde se vyráběl Mrož, Pegas, Kostka, Eiskoko, Kuba, rolády Poezie a Pianissimo kornouty, sníh, ovocné dřeně a dorty. V roce 1998 se díky spolupráci se značkou Nowaco výroba výrazně rozrostla. V roce 1999 byla založena značka Prima – zmrzlinový ráj. Od té doby postupně přibývaly další výrobky.